# Akinète

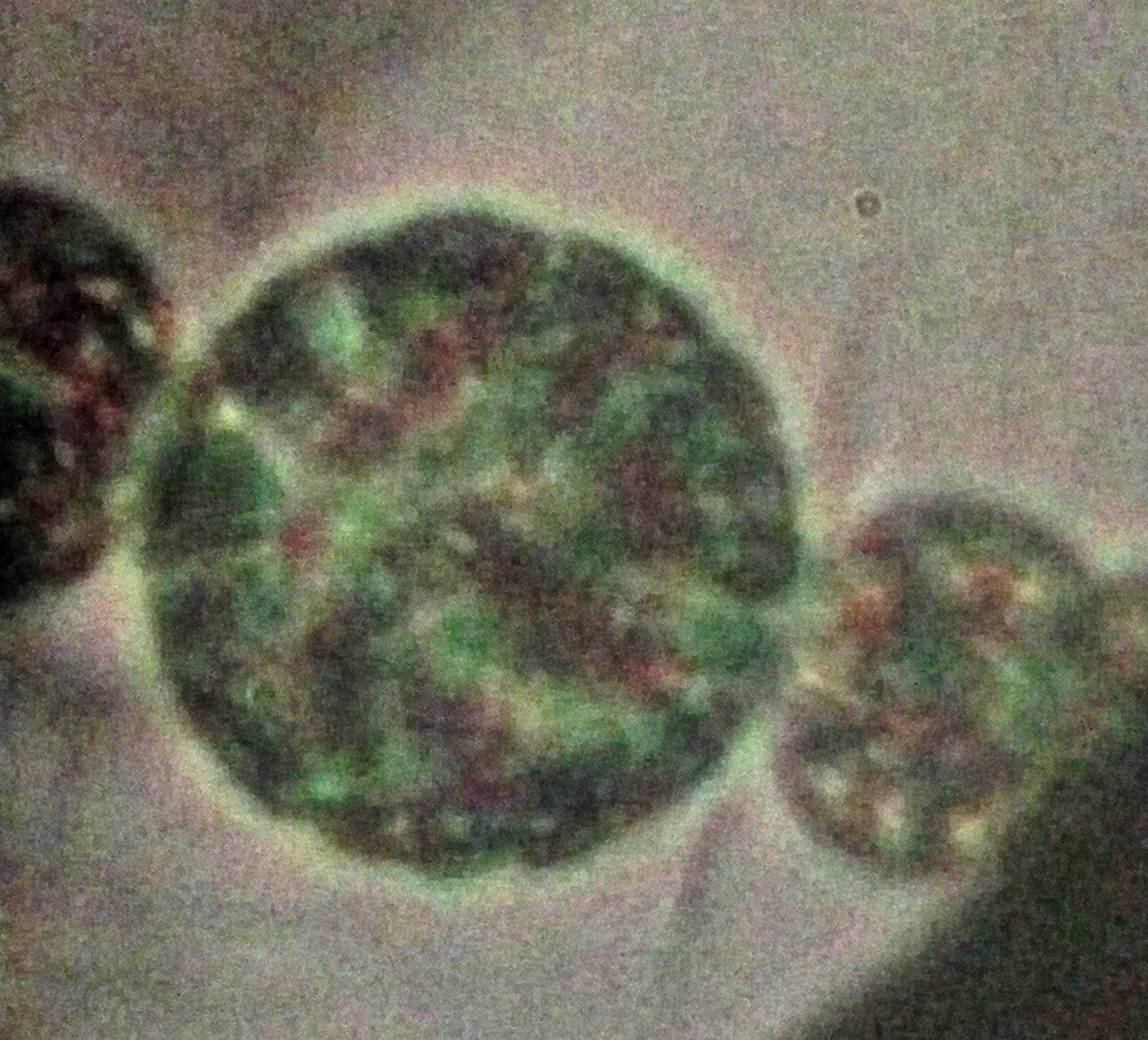
Akinete de Dolichospermum smithii localisé à l'intérieur de l'écorce.

Une akinète est une cellule dormante aux parois épaisses dérivée du grossissement d'une cellule végétative. On la trouve chez les cyanobactéries et chez les algues vertes unicellulaires et filamenteuses.
Un grossissement au microscope d'une akinète montre une cellule aux parois épaisses et au cytoplasme d'aspect granuleux.

## Référence
1. ↑  Moore, R. et al. (1998) Botany. 2nd Ed. WCB/McGraw Hill  (ISBN 0-697-28623-1).